# Parachanna insignis
Parachanna insignis és una espècie de peix de la família dels cànnids i de l'ordre dels perciformes.

## Descripció
- Fa 41 cm de llargària màxima,[3][4] és de color blanc i negre en difents tonalitats, amb 6-7 taques a sota de l'aleta dorsal, el ventre clapejat, franges des del centre del dors fins a l'aleta dorsal i 4-5 taques fosques a la zona central dels flancs, les quals són diferents les unes de les altres i amb la línia lateral passant per entremig.
- Cap lleugerament deprimit a la zona anterior, recobert d'escates grans (incloent-hi la regió gular), amb una franja fosca als costats (la qual s'estén fins a la part superior de l'opercle), amb la mandíbula inferior més llarga que la superior i amb 4-5 dents canines ben desenvolupades a cada costat, i amb la part inferior de la barbeta, clapada, de color blanc i negre.
- Absència de dents palatines i vomerianes.
- Línia lateral completa i amb 73-86 escates.
- 40-44 radis a l'aleta dorsal i 27-31 a l'anal.[5]
- Aletes dorsal i anal clares amb nombroses taques. Aleta caudal negra i tornant-se més clara quan s'uneix al peduncle caudal. Aletes ventrals i pectorals tacades.
- Orificis nasals molt més llargs que els de Parachanna obscura.[6]

## Reproducció
N'hi ha observacions de grups d'exemplars joves (de 30 a 40 mm de llargària) custodiats per un adult.

## Alimentació
Menja peixos (Pelmatochromis, Tilapia, Hemichromis, Xenomystus, ciprinodòntids, etc.).

## Hàbitat i distribució geogràfica
És un peix d'aigua dolça, bentopelàgic i de clima tropical (22 °C-28 °C), el qual viu a Àfrica: és simpàtric amb Parachanna obscura en alguns rierols, rius, llacs, llacunes i, de vegades, les aigües fondes d'àrees tranquil·les de les conques dels rius Congo i Ogooué (el Gabon i la República Democràtica del Congo).

## Observacions
És inofensiu per als humans.